# François Hédelin
François Hédelin, abate d'Aubignac e di Meymac (Parigi, 4 agosto 1604 – Nemours, 25 luglio 1676), è stato un drammaturgo, scrittore e teorico del teatro francese.

## Biografia
Figlio di Claude Hédelin, avvocato al parlamento, e di Catherine Paré, figlia del celebre chirurgo Ambroise Paré, François Hédelin fu all'inizio destinato da sua madre al foro. Dopo aver completato i suoi studi, esercitò la professione di avvocato a Nemours, dove il padre aveva acquistato la carica di luogotenente generale. Abbandonò presto la toga per lo stato ecclesiastico, e divenne precettore del duca di Fronsac, nipote del cardinale Richelieu.
Poco tempo dopo, a François Hédelin fu affidata l'abbazia d'Aubignac (della quale gli restò il nome), poi quella di Meymac. L'allievo, divenuto maggiorenne, assegnò al suo maestro una pensione di 4.000 libbre, per la quale d'Aubignac dovette sostenere un processo dopo la morte del duca, nel 1646. Questa morte fu, per l'abate d'Aubignac, un fulmine a ciel sereno che gli fece perdere il pensiero della fortuna e dei piaceri della vita. Continuò tuttavia a occuparsi di letteratura. Sul finire dei suoi giorni, si ritirò a Nemours, dove morì il 25 luglio 1676.

## Querellesletterarie
Si dedicò alla letteratura ed entrò in contatto con le menti migliori del suo tempo. Appassionato di letteratura, scrisse alcuni romanzi e tragedie (La Pucelle d'Orléans, Zénobie, Sainte Catherine, Erixène, Palène, Térence justifié). È noto principalmente per aver edificato la regola delle tre unità per il teatro classico. È noto, soprattutto, per le sue querelles con Pierre Corneille, del quale attaccò le tragedie, e con Gilles Ménage, contro il quale pubblicò Térence justifié. Da una parte e dall'altra si pubblicavano epigrammi e opuscoli. Gli epigrammi non sono stati raccolti; gli opuscoli esistono ancora. Fu uno dei primi a sostenere che Omero era un personaggio chimerico, introducendo di fatto la questione omerica nell'Europa moderna: i poemi a lui attribuiti, composti nell'età di Pericle, non sarebbero altro che una raccolta di parti separate.
L'opuscolo che l'abate d'Aubignac fece stampare contro Ménage è intitolato Térence justifié, ou deux Dissertations sur la troisième comédie de Térence, intitulée: Heautontimorumenos, contre les erreurs de M. Gilles Ménage, avocat au parlement, Parigi, 1656, in-4°. Esso contiene l'opuscolo pubblicato sedici anni prima col titolo Térence justifié, in occasione di una conversazione tra Ménage e d'Aubignac. Quest'ultimo, che aveva dato alcuni consigli a P. Corneille, se ne vantava dappertutto, e ne fece l'elogio nella sua Pratique du Théâtre. Irritato di vedere che, nell'esame delle sue tragedie, P. Corneille non faceva alcuna menzione di lui, d'Aubignac gli si scatenò contro e, cogliendo tutte le occasioni per attaccarlo, fece stampare Deux Dissertations concernant le poème dramatique, en forme de. remarques sur deux tragédies de M. Corneille intitulées Sophonisbe et Sertorius, envoyées à Madame la Duchesse de R*, Parigi, 1665, in-12. Corneille, allarmato, se ne lamentò molto, e volle fare fermare la stampa; non essendoci riuscito, reclutò un amico per pubblicare le Défenses de la Sophonisbe et du Sertorius. L'abate d'Aubignac rispose con le sue Troisième et quatrième Dissertations concernant la tragédie de M. Corneille, intitulée Œdipe, et Réponse à ses calomnies, 1665, in-12.

## Pubblicazioni
Sebbene l'abate d'Aubignac risponda direttamente a Corneille, non bisogna credere che fu lui l'autore delle sue Défenses. Oltre alle opere appena menzionate, molte altre sono dovute alla penna dell'abate d'Aubignac; le principali sono:
1. Traité de la nature des Satyres, Brutes, Monstres et Démons, in-8°, che alcuni attribuiscono a un altro François Hédelin, 1627;
2. La Pratique du Théâtre, 1657 o 1669, in-4°. Gli esemplari sotto queste due date sono della stessa edizione; ristampati nel 1715 a Amsterdam, 2 vol. in-8°. Questa edizione contiene il Discours de Gilles Ménage sur l'Heautontimorumenos, e il Térence justifié.

D'Aubignac lavorò fino alla fine della sua vita a ritoccare la Pratique du Théâtre e vi aggiunse un capitolo intero sui discorsi di devozione nelle tragedie. Si trova nella Continuation des Mémoires de littérature et d'histoire data da Desmolets, vol. 6, p. 210. L'autore aveva soppresso dal suo libro tutti i brani in cui parla di Corneille. «La Pratique du Théâtre, dice Laharpe, è un pesante e noioso commento ad Aristotele, fatto da un pedante senza spirito e senza giudizio, che capisce male ciò che ha letto e che crede di conoscere il teatro perché sa il greco.»
1. Zénobie, tragédie en prose, 1647, in-4°. Questo testo teatrale è il solo che l'autore abbia rappresentato. Gli autori che aveva ripreso nella sua Pratique du Théâtre furono entusiasti di approfittare di questa occasione per criticarlo: gli rimproverarono che le regole da lui date gli erano infruttuose; e, giacché lui si vantava di essere il solo a seguire le regole di Aristotele, il principe di Condé disse un giorno «che era grato all'abate d'Aubignac di aver seguito così bene le regole di Aristotele; ma che non perdonava alle regole di Aristotele di aver fatto fare all'abate d'Aubignac una tragedia così cattiva.»
2. Macarise, ou la Reine des îles Fortunées, 1664, 2 vol. in-8°. Su quest'opera, Richelet, che aveva in un primo momento lodato d'Aubignac col quale in seguito litigò, scrisse e gli inviò questi quattro versi:

Hédelin, c'est à tort que tu te plains de moi,
N'ai-je pas loué ton ouvrage?
Pouvais-je faire plus pour toi
Que de rendre un faux témoignage ?
1. Histoire du temps, ou Relation du royaume de Coquetterie, in-12, 1654, 1655, 1659. Quest'ultima edizione è accresciuta di una Lettre d'Ariste à Cléon contenente l'apologia dell'Histoire du temps.
2. Essais d'éloquence: solo un volume è stato stampato.
3. Discours au roi, sur rétablissement d'une seconde académie dans sa ville de Paris, 1664, in-4°. L'abate d'Aubignac, che riuniva presso di lui un certo numero di menti egregie, chiedeva il titolo di accademia reale per questa società. Malgrado la protezione del delfino, questo Discours non produsse effetto alcuno. Nessuna delle opere dell'abate d'Aubignac è oggi letta, nonostante questo giudizio di Chapelain: «È uno spirito tutto di fuoco, che si getta a tutto, e che si sottrae a tutto fuorché alla perfezione, per lo meno di sorta che c'è più motivo di lodarlo che di biasimarlo. Predica, tratta di poetica, fa romanzi profani e allegorici. Abbiamo visto sue commedie e alcuni sonetti abbastanza approvati. Ha, per tutto ciò, una grande erudizione, e il suo stile non è dei peggiori.» Nelle Mémoires de littérature di Sallengre, si trova un articolo curiosissimo sulla vita e le opere di d'Aubignac.
4. Dissertation sur la condamnation des Théâtres, 1666
5. Conjectures académiques sur l'Iliade, 1715.